# Veto Gap
Veto Gap (englisch für Einspruchslücke) ist ein Gebirgspass im ostantarktischen Viktorialand. Er liegt zwischen dem Tobin Mesa und der Gair Mesa in der Mesa Range.
Die Nordgruppe einer von 1962 bis 1963 durchgeführten Kampagne der New Zealand Geological Survey Antarctic Expedition benannte ihn. Namensgebend ist der Umstand, dass der nördlich befindliche Gebirgspass Pinnacle Gap im Vergleich zu der hier beschriebenen Scharte die bessere Route vom Rennick- zum Aviator-Gletscher darstellt.